# Municipio de Ramsey (Iowa)
Ramsey Township es una subdivisión territorial del condado de Kossuth, Iowa, Estados Unidos. Según el censo de 2020, tiene una población de 161 habitantes.
Tiene un código de clase Z1, que indica que no está en funcionamiento (non-functioning county subdivision).

## Geografía
La subdivisión está ubicada en las coordenadas 43°18′22″N 94°8′54″O / 43.30611, -94.14833. Según la Oficina del Censo, tiene una superficie total de 92.44 km², de los cuales 90.85 km² corresponden a tierra firme y 1.59 km² están cubiertos de agua.

## Demografía
Según el censo de 2020, hay 161 personas residiendo en la zona. La densidad de población es de 1.77 hab./km². El 96.9 % de los habitantes son blancos, el 1.2 % son afroamericanos y el 1.9 % son de una mezcla de razas. Del total de la población, el 3.7 % son hispanos o latinos de cualquier raza.